# ジョージ・ペーリヴァニアン
ジョージ・ペーリヴァニアン（George Pehlivanian、1964年4月20日 - ）は、レバノン出身のアルメニア人指揮者。

## 略歴
レバノンのベイルートにて、音楽一家に生まれる。幼少よりヴァイオリンとピアノを学び、1975年ロサンゼルスに移住。ヴァイオリニストとしての活動を経て、指揮をピエール・ブーレーズ、ロリン・マゼール、フェルディナント・ライトナーに師事し、またキジアーナ音楽院にて学ぶ。
1991年、ブザンソン国際コンクール指揮部門にて優勝。2005年から2008年にかけてスロヴェニア・フィルハーモニー管弦楽団の常任指揮者を務め、2007年、カリアリ・オペラ劇場の第一客演指揮者に就任。またラインラント＝プファルツ州立フィルハーモニー管弦楽団、イスラエル・フィルハーモニー管弦楽団、ウィーン室内管弦楽団、ハーグ・レジデンティ管弦楽団の首席客演指揮者を務め、スペイン国立管弦楽団と多くの録音を残している。
その他、ロンドン・フィルハーモニー管弦楽団、フィルハーモニア管弦楽団、BBCフィルハーモニック、スカラ座、ローマ聖チェチーリア音楽院管弦楽団、ロッテルダム・フィルハーモニー管弦楽団、フランス放送フィルハーモニー管弦楽団、モンテカルロ・フィルハーモニー管弦楽団、RTVE交響楽団、スイス・ロマンド管弦楽団、シンシナティ交響楽団、ボルティモア交響楽団、モントリオール交響楽団、アルメニア・フィルハーモニー管弦楽団、ロシア・ナショナル管弦楽団と共演し、パウル・バドゥラ＝スコダ、アン・アキコ・マイヤース、ジャニーヌ・ヤンセン、マキシム・ヴェンゲーロフ、ミッシャ・マイスキーなどのソリストと共演している。BMG、EMI、シャンドスからCDが出版されている。。
マスタークラスなどにおいて指導や後進の育成にも力を注いできており、2012年よりパリ国立高等音楽院にて教授を務める。

## 来日
2006年、スロヴェニア・フィルハーモニー管弦楽団来日公演